# Журавлиное (Ровненская область)
Журавлиное (укр. Журавлине) — село в Варашской городской общине Варашского района Ровненской области Украины.
Население по переписи 2001 года составляло 484 человека. Почтовый индекс — 34320. Телефонный код — 3634. Код КОАТУУ — 5620886902.